# قطب منار

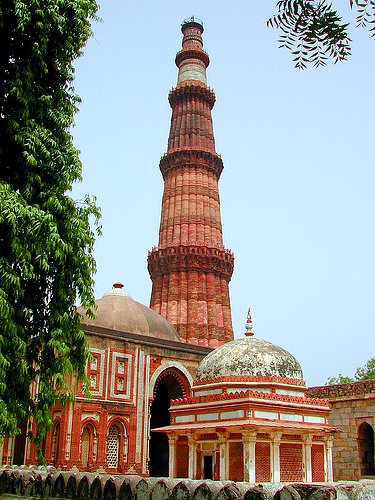
قُطُب منار در دهلی پایتخت هندوستان با ۷۲/۵ متر ارتفاع بلندترین بنای آجری دنیا

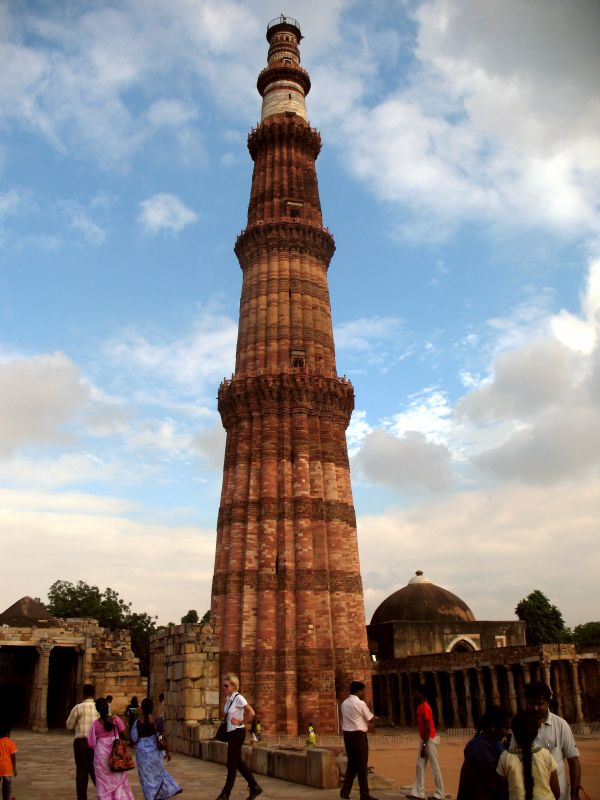
مجموعه قُطُب منار همه روزهمورد بازدید گردشگران مختلفی از سراسر دنیا قرار می‌گیرد

قُطُب منار مناره‌ای است در دهلی پایتخت هندوستان که ۷۲/۵ متر ارتفاع دارد و بلندترین بنای آجری دنیاست. این مناره بزرگ از مرمر و سنگ‌های سرخ ساخته شده و به دستور سلطان معزالدین محمد غوری از سلسله غوریان و توسط غلام تُرک‌تبار و سپهسالار او قطب‌الدین ایبک، که بعدها به پادشاهی رسید، در ۱۱۹۹ میلادی بنیان‌گذارده شده و بعد توسط داماد او شمس‌الدین التتمش در ۱۲۳۰ م کامل شد و سپس به‌وسیله فیروزشاه تغلق در سال ۱۳۱۶ م به پایان رسید. در سال ۱۳۶۸ م این بنا به‌وسیله رعد و برق صدمه دید که توسط فیروزشاه و اسکندر لودی دوباره مرمت شد.
قُطُب منار به تقلید از «منار جام» افغانستان، ساخته شد و به پنج طبقه تقسیم شده‌است که در فاصلهٔ هر دو طبقه، ایوان مدوری به‌صورت کمربند آن را دربر گرفته‌است. هر طبقه کتیبه‌هائی دارد که متونی از آیات قرآن و اسامی قطب‌الدین ایبک، محمد بن سام و دیگر پادشاهان و امرا را شامل می‌شود.
قُطُب منار یکی از نخستین و برجسته‌ترین نمونه‌های معماری هندو-اسلامی است که همراه با چندین سازه باستانی و قرون‌وسطایی و خرابهٔ دیگر «مجموعهٔ قُطُب» را در دهلی تشکیل می‌دهد. این بنا در نزدیکی ایستگاه مترو در دهلی نو است.
این بنای عظیم در فهرست میراث جهانی یونسکو ثبت شده و هر ساله گردشگران بسیاری را جذب و چشم هر بیننده‌ای را به خود خیره می‌کند. در سال ۱۹۸۱ بعد از کشته شدن ۴۵ نفر در راهروی باریک منار زیردست و پا ورود به داخل منار و بالارفتن از آن برای عموم ممنوع شده‌است.

## پیشینه
قُطُب منار جزو نخستین بناهای عظیم هند و از نمونه‌های بارز معماری هندو-اسلامی است. قطب منار، پیوسته و محلق به مسجد قوة الاسلام و موَذن خانهٔ آن است. ابن بطوطه می‌گوید: مسجد قوة الاسلام و قطب منار دهلی از نخستین عمارت‌های اسلامی در سرزمین هند می‌باشند، قبل از آن هیچ عبادت‌گاه اسلامی در آن دیار وجود نداشت. قُطُب منار در کنار مسجد قوة الاسلام در سال ۱۱۹۹ م توسط قطب‌الدین ایبک در جنوب شهر دهلی و بر روی خرابه‌های تعداد زیادی از معابد مربوط به آئین جینیسم ساخته شده‌است. هنوز ستون‌ها و بقایای معابد جین همراه با نقش‌برجسته‌های انسانی، گیاهی و انتزاعی آن به شکل آشکار درون بخش‌های مختلف مسجد به‌چشم می‌خورند. هرچند در مواردی به صورت یا بدن نقوش انسانی صدمه زده‌اند.
در اواخر سدهٔ دوازدهم میلادی معزالدین برادر غیاث‌الدین غوری در غزنه حکمرانی داشت و حکومت غوریها را پس از شکست راج شاه چوهان در ۱۱۹۲ م در تراواری (Taraori) تا هند توسعه داد. قطب‌الدین ایبک غلام ترکِ تورانی‌نژاد وی و سپهسالار او بود. معزالدین غوری، قطب‌الدین را به‌عنوان «نایب‌السلطنه» در سرزمین‌های فتح شده گذاشت و خود به مقر حکومتیش در افغانستان امروزی بازگشت. قطب‌الدین وظیفه سپرده شده را تکمیل کرده و حکمرانی غوری‌ها را در منطقه وسعت بخشید. قطب‌الدین ایبک بعدها به سلطنت رسید و مؤسس سلسله ممالیک هند یا سلسله غلامان شد. این سلسله در انتشار اسلام در شمال هند مؤثر بودند و سلطنت دهلی را پایه‌ریزی کردند.
قطب‌الدین پس از تحکیم سلطه غوریان در منطقه و مقام خویش، اقدام به ساخت مسجد قوة الاسلام (قبته الاسلام) در ۱۱۹۷ م کرد و پس از دو سال، مطابق روش خاص و رسم غوری‌ها، دست به‌کار ساختن منار افتخار پیروزی شد که قُطُب منار نام گرفت. این بنا در جنوب غربی مسجد ساخته شد. همواره یکی از نخستین کارهایی که در تمام کشورهای فتح شده، توسط مسلمان‌های فاتح صورت می‌گرفت ساخت مساجد همراه با مناره‌ها بوده‌است. این کار خود نمایانگر پیروزی آن‌ها و سببی برای پایدار ماندن نام امرا و حکمرانان بود. با این وجود این منار نیز همانند همه منارهای مساجد دیگر جنبه دینی هم داشته‌است. این منار بدون شک از ملحقات مسجد قوة الاسلام بوده تا جهت برگزاری اذان از آن استفاده شود اما به سبب ارتفاع زیاد آن، اذان را بر بالای بام مسجد می‌خواندند.
مسجد قوة الاسلام نخستین مسجد ساخته شده توسط سلاطین دهلی است. که یک حیاط مستطیل شکل است که توسط شبستان‌ها احاطه شده‌است و همان‌طور که در کتیبه سردر ورودی اصلی شرقی ثبت شده‌است شامل، بناها و ستون‌های حک شده و باقی‌مانده اجزاء معماری ۲۷ معبد هندو و جین است، که توسط قطب‌الدین ایبک تخریب شد. این مسجد توسط شمس‌الدین التتمش (۱۲۱۰- م) و علاءالدین خلجی تکمیل شد و توسعه یافت.
از مسجد اصلی قوة الاسلام تنها برخی آثار آن بر جای مانده‌است. در دیوارهای این مسجد نقوش، تزئینات اسلامی و آیات قرآن به چشم می‌خورد و سبک معماری آن نیز هندو-اسلامی است.
برخی معتقدند بنای قُطُب منار توسط بوعلی شاه قلندر برای اختصاص به قطب‌الدین بختیار کاکی اوشی (۱۱۸۷-۱۲۳۶ م) از عرفاً و صوفیان بزرگ هند ساخته شده‌است. خواجه قطب‌الدین اشعار روانی به زبان فارسی داشته و از صوفیان سلسله چشتیه و از مریدان خواجه معین‌الدین چشتی و فرید الدین مسعود گنج شکر بوده‌است. وی از بغداد به هند آمد و در آنجا زندگی کرد. قطب‌الدین آیبک ضمن استقبال گرم از قطب‌الدین بختیار کاکی به او مقام «شیخ‌الاسلامی» داد اما او نپذیرفت. آرامگاه او در نزدیکی قطب منار واقع است.
قطب‌الدین ایبک فقط توانست قسمتی از طبقه اول منار را بسازد. که سطح خارجی آن توسط شش کتیبه زینتی تزیین شده‌است. هیچگونه اطلاعی در دست نیست که قطب‌الدین نقشه ساخت چند قسمت یا طبقه منار را در دست داشت. یا می‌خواست آن را به کدام ارتفاع برساند؛ شمس‌الدین التتمش داماد قطب‌الدین در ۱۲۳۰ م سه قسمت یا طبقه دیگر را به قطب منار ناتمام اضافه کرد. تا به چهار قسمت یا طبقه برسد.
آخرین قمست منار، در سال ۱۳۱۶ م توسط فیروزه شاه تغلق ساخته شده‌است. به‌طوری‌که در کتیبه‌ها آمده این منار سه مرتبه مورد آتش‌سوزی توسط رعد و برق قرار گرفته و باز ترمیم شده‌است. فیروز شاه تغلق اکثر طبقه چهارم منار را که در اثر رعد و برق آسیب جدی دیده بود در سال ۱۳۶۹ م دوباره مرمت کرد و منار را از اندازه قبلی آن بلندتر ساخت. به‌طور مشخص قسمت یا طبقه چهارم به دو قسمت یا طبقه تبدیل شد. بنا برکتیبه‌های موجود اسکندر لودی نیز مرمت‌هایی در این بنا انجام داده‌است.

## مشخصات

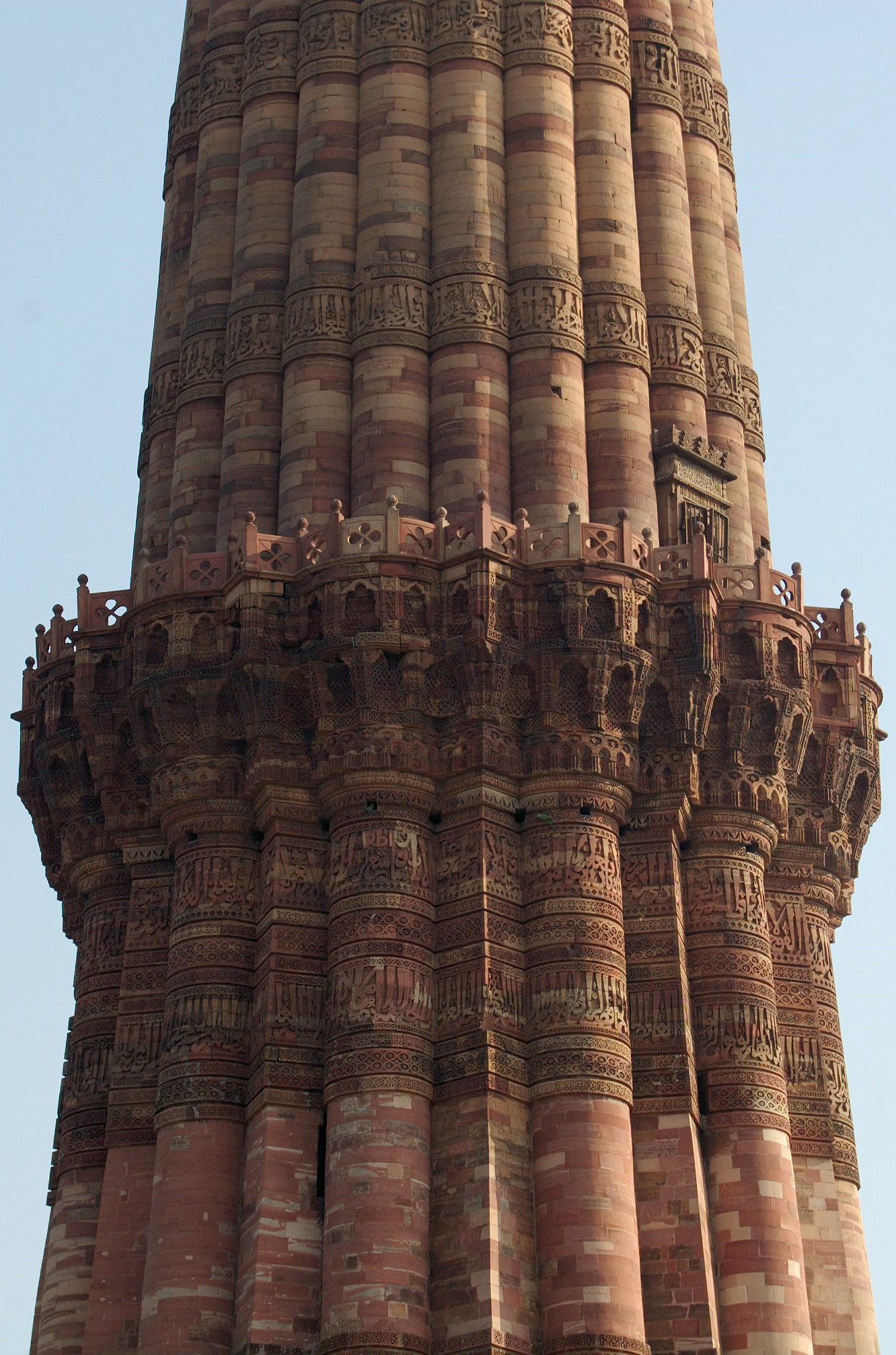
ردیف کتیبه‌های خوشنویسی زیر ایوان حدفاصل طبقه اول و دوم

ارتفاع این منار عظیم ۷۲/۵ متر است که بلندترین بنای آجری دنیا و بلندترین برج در هند است. قطر آن در پایه ۱۳/۸ متر و در بالا ۳ متر است. منار تا آخرین طبقه از داخل خود دسترسی دارد. طبقهٔ اول آن دارای ۱۵۶ پله، طبقهٔ دوم ۷۸ پله، طبقهٔ سوم ۶۲ پله و طبقهٔ چهارم و پنجم هریک دارای پنجاه پله می‌باشند.
ورودی بنا از طریق دری است که در سمت شمال واقع است. این منار به پنج طبقه تقسیم می‌شود که در فاصلهٔ هر دو طبقه، ایوان مدوری است که چون کمربندی منار را دربر گرفته‌است. این ایوان‌ها در نگهداری وزن طبقات فوقانی نقش مؤثری دارند که در بناهای دیگر آن دوران چنین چیزی مشاهده نمی‌شود.
این بنا از سنگ ماسه‌ای قرمز و قهوه‌ای روشن و سنگ کوارتزی خاکستری ساخته شده و دو ردیف آن نیز با مرمر سفید ساخته شده‌است و تزئینات روی این منار بی‌نظیر است.
تزئینات و نقوش هر پنج طبقه متفاوت هستند. پایین‌ترین طبقه لبه‌های گوه مانندی دارد که یک درمیان نیم‌ستون‌های مدوری در میان آن‌ها قرار گرفته‌است. گرداگرد طبقه دوم را برآمدگی‌های مدوری پوشیده‌است و طبقه سوم ستاره‌ای شکل است. طبقه چهارم و پنجم به صورت ساده‌ای گرد و استوانه‌ای هستند.
در هر طبقهٔ منار دو کتیبه منقوش موجود است. در کتیبه‌ها اسامی سلطان شهاب‌الدین محمد بن سام غوری مولای قطب‌الدین ایبک، خود قطب‌الدین ایبک، التتمش، اسکندر شاه و فیروز شاه دیده می‌شود.
سطح خارجی طبقه اولِ منار، توسط شش کتیبهٔ زینتی تزیین شده‌است از جمله این شش کتیبه در بند سوم، پنجم و ششم چند آیه قرآن نقل شده‌است. در کتیبه اول علاوه‌بر آیات قرآن کریم، این واژگان نیز نوشته شده‌است. میر سپهسالار برزگ و عالی شأن که به‌طور مشخص این القاب به قطب‌الدین ایبک منسوب است. نوشته‌های دیگر آن در اثر کار غیرمحتاطانه ساخت مجدد صدمه دیده و در قسمت‌های ناتمام موجود، تنها القابی در توصیف قطب‌الدین سالم باقی‌مانده‌اند. احتمالاً اسم وی نیز در کتیبه‌های ذکر شده آمده بوده چنانچه در سر طاق داخلی دروازه مسجد نیز دیده می‌شود. در این کتیبه‌ها قطب‌الدین خود را سپهسالار ذکر کرده چرا که او در سال ۱۲۰۶ م و پس از مرگ معزالدین غوری، لقب «سلطان» را یافت. او خود را سپهسالار مدافع از صاحبش، یعنی معزالدین کسیکه امر ساخت مسجد را داد خطاب می‌کند. این مطلب در داخل گنبد دروازه شمالی ذکر شده‌است. در کتیبه دوم روی منار، او مکرر صاحب خود یعنی معزالدین را اسکندر ثانی نامیده‌است.

## ستون فلزی باستانی

ستون فلزی مرموز در مجموعه قطب منار دهلی

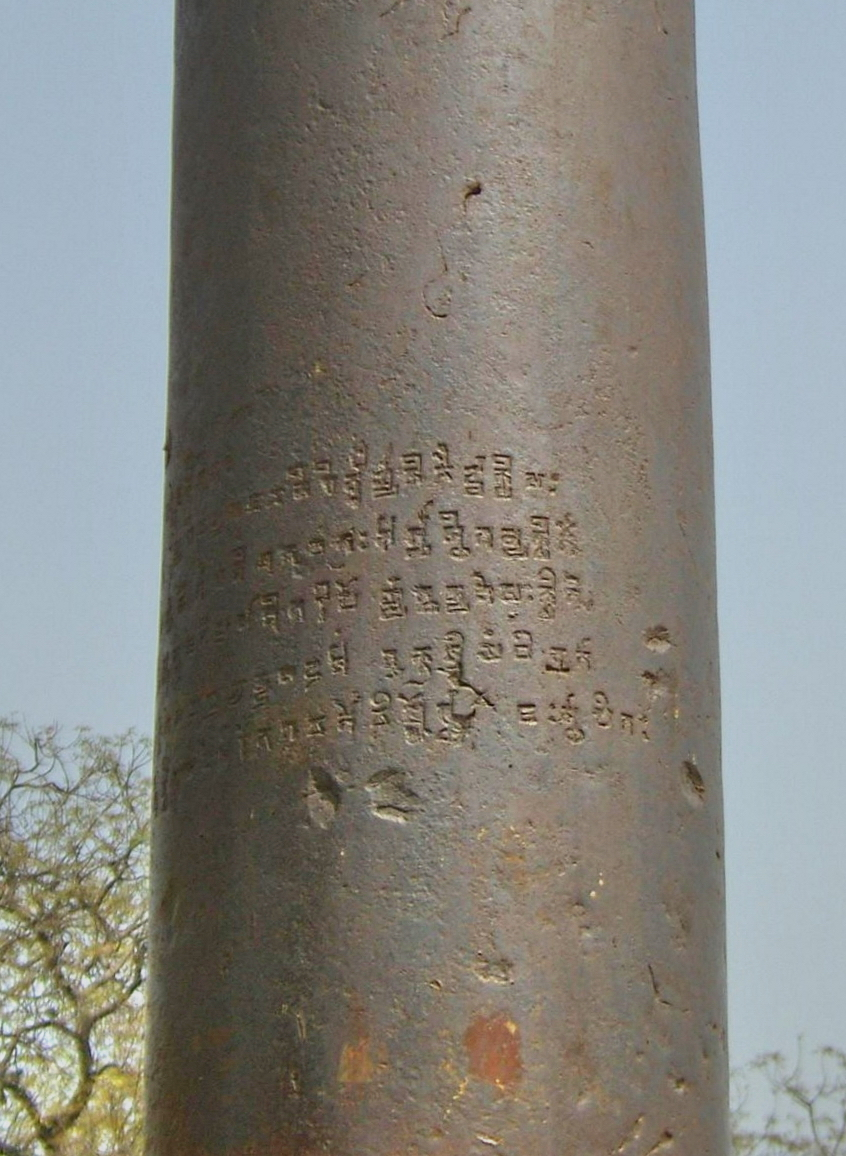
کتیبه سانسکریت بر روی ستون فلزی

آنچه مجموعه قطب منار را جذابتر می‌کند وجود یک ستون مرموز از فلزی ناشناخته‌است که در صحن اصلی مسجد قوة الاسلام قرار دارد و مربوط به قرن چهارم یا پنجم میلادی است. این ستون فلزی از آلیاژی ساخته شده که هرگز زنگ نمی‌زند و رنگ عوض نمی‌کند و فرسوده نیز نمی‌شود.
بر اساس اسناد تاریخی این ستون در زمان سلطنت پادشاهان آریایی گوپتا که با ساسانیان در ایران ارتباطات بسیار دوستانه‌ای داشتند، پیدا شد و خود آن‌ها هم از ماهیت این ستون خبر نداشتند و آن را به احترام خدای آریایی ویشنو در مقابل معبد او قرار داد و بعدها مسلمانان در جای معبد، مسجد قوة الاسلام را بنا کردند و این ستون همچنان در صحن مسجد باقی‌ماند. نویسندگانی مانند اریک فون دنیکن این ستون را ساختهٔ دست بشر نمی‌دانند. وزن ستون فلزی بیشتر از شش هزار کیلوگرم است و عامه مردم هند حلقه کردن دست از پشت، دور این ستون را خوش‌یمن می‌دانند.
بلندی این ستون فلزی ۷/۲۱ متر و وزن آن بیش از شش تن است. وزن برآورد شده بدنه اصلی ستون ۵۸۶۵ کیلوگرم و وزن زنگ‌های تزئینی این ستون ۶۴۶ کیلوگرم تخمین زده شده‌است که به این ترتیب وزن کل آن ۶۵۱۱ کیلوگرم می‌شود. ستون کتیبه‌ای در زبان سانسکریت و به خط براهمی دارد که مربوط به سده ۴ میلادی است که نشان می‌دهد که ستون به عنوان یک یادمانی از پادشاه بزرگ چاندرا در مقابل خدای ویشنو قرار در فراز تپه‌ای قرار داده شده‌است.
محفظه‌های توخالی عمیقی که در بالای این ستون فلزی موجود است نشان از سرستونی پرکار دارد که احتمالاً تصویری از گرودا را دربرداشته و این ستون عظیم فلزی به نوعی نقش میل پرچم را داشته‌است. گرودا پرنده بزرگ افسانه‌ای یا موجودی شبیه پرندگان است که در اساطیر هر دو آیین هندو و بودایی از آن نام برده شده‌است.

## مقایسه با منار جام و منار سیاه‌پوش
قطب‌الدین ایبک برای ساختن قطب منار نمونه‌ای کامل در اختیار داشت و آن عبارت بود از منار جام یا منار غیاث‌الدین در افغانستان که از نظر طرح عمومی هر دو منار باهم شباهت فراوان دارند ولی تفاوت‌هایی نیز در آن‌ها دیده می‌شود منار قطب و منار جام هر دو نمونه‌هایی از سبک و معماری غوری هستند. قاعده‌های هر دو منار در جام و دهلی دارای قطر مشابه‌است و بلندی قُطُب منار تقریباً ۴/۵ متر از منار جام بلندتر است.
قطُب منار علاوه‌بر آنکه مطابق یاداشت‌های علاءالدین خلجی برج یادگاری پیروزی است. همچنان محلی است برای موًذن مسجد. منار جام در کنار هریرود و در دره‌ای دور از انظار، در محاصره تنگ کوه‌های بلند و بزرگ قرار دارد. آنجا هیچ بقایایی از هیچ مسجدی موجود نیست. انتخاب چنین موقعیت خاص برای ساخت برج به افتخار پیروزی به‌طور مشخص به آن سبب بود که این محل برای جمعیت یهودی یا عبری مقدس بود. بسیاری از زیارت‌گاه‌های متبرکه افغانستان و هند در مکان‌هایی ساخته شده که نزد گروه‌های مذهبی دیگر مقدس پنداشته می‌شود.
افزون بر منار جام، منار سیاه‌پوش در ولایت نیمروز افغانستان است نیز تجاربی را در اختیار سازندگان قطب منار قرار داده بود و روابط و همسانی ساختمانی بین این سه مناره یعنی سیاه‌پوش نیمروز، جام غور و قطب منار دهلی وجود دارد. منار سیاه‌پوش که مربوط به دوره سامانیان یک منار نیمه ویرانه‌است که در مقابل بعضی مخروبه‌های که گفته می‌شود بقایای ساختمان یک مسجد است قرار دارد. این بنا به اواخر قرن نهم یا اوایل قرن دهم میلادی مربوط است. پلان آن کاملاً مشابه پلان قطب منار دهلی است به‌ویژه داشتن تیغه یا لبه‌های طویل که به شکل متناوب تنظیم شده این شباهت را بیشتر نمایان می‌کند. فرق آن با قطب منار در این است که منار قطب از سنگ ساخته شده، در حالیکه منار سیاه‌پوش کلاً از خشت پخته‌است.
قاعده منار سیاه‌پوش شامل شش بند افقی است و هر بند از پنج برآمدگی خشتی ساخته شده‌است. بندهای مذکور توسط فرورفتگی‌ها و برجستگی‌ها از هم جدا شده‌اند تا نما یا منظر بدنه منار، لوله مانند و یک‌نواخت نباشد. تزئینات روی کار و نوع خشت‌کاری تزئینی منار مذکور، آن را با مقبره اسماعیل سامانی (۹۰۷-۸۹۲ میلادی) نزدیک می‌کند و بیننده را متقاعد می‌سازد که دو ساختمان در یک زمان ساخته شده‌اند.

## نگاره‌ها

نقشه مجموعه قطب منار (برای دیدن جزئیات بر روی آن کلیک کنید)
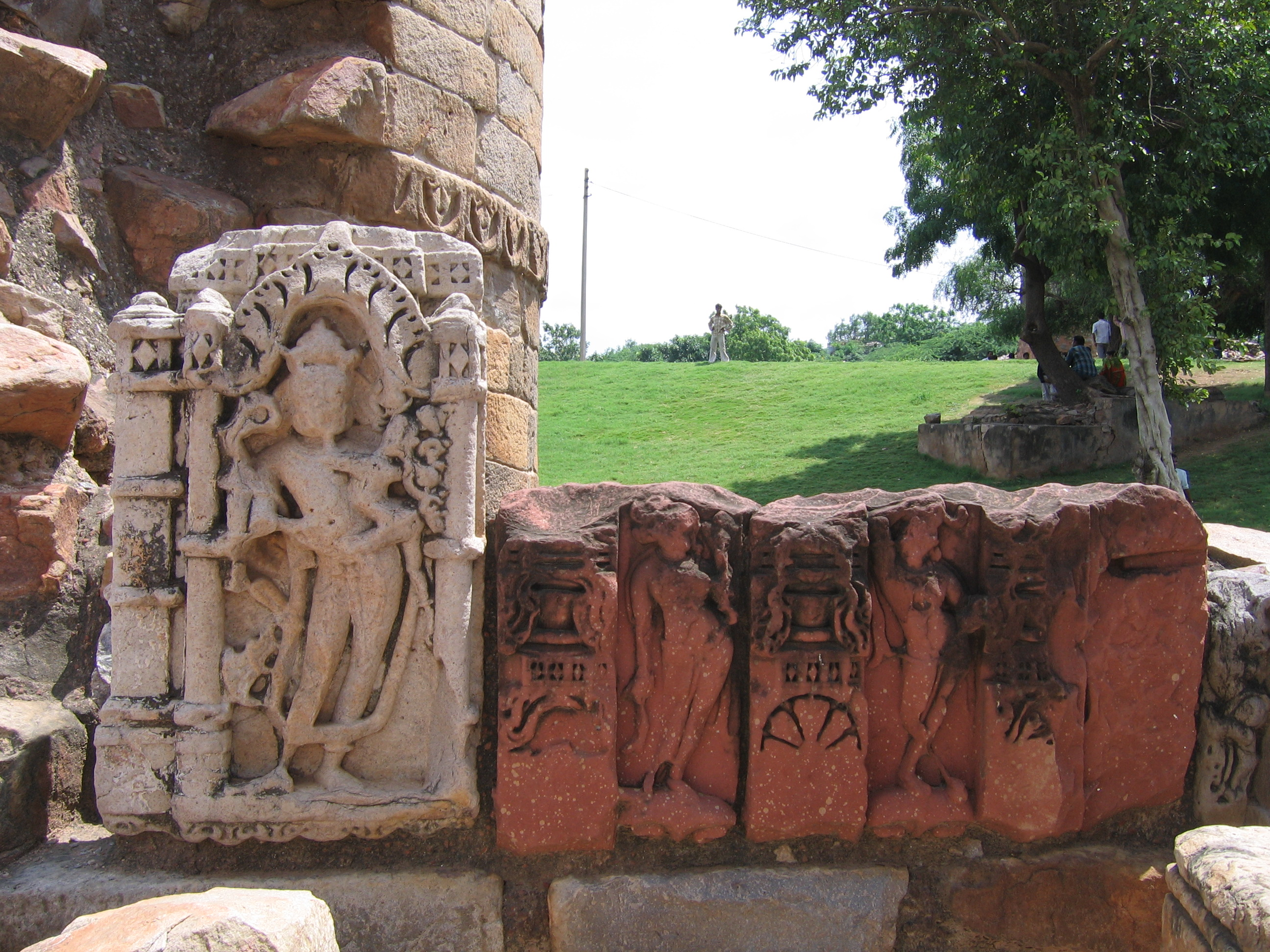
بقایای معابد جین در مجموعه قطب منار
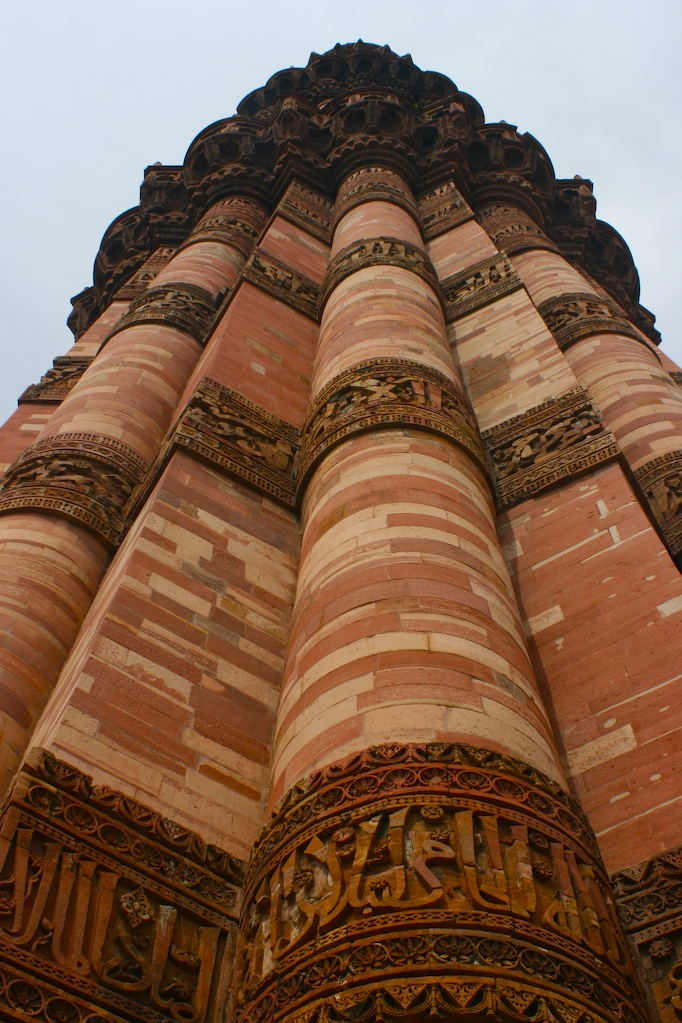
قطب منار بلندترین منار دنیا
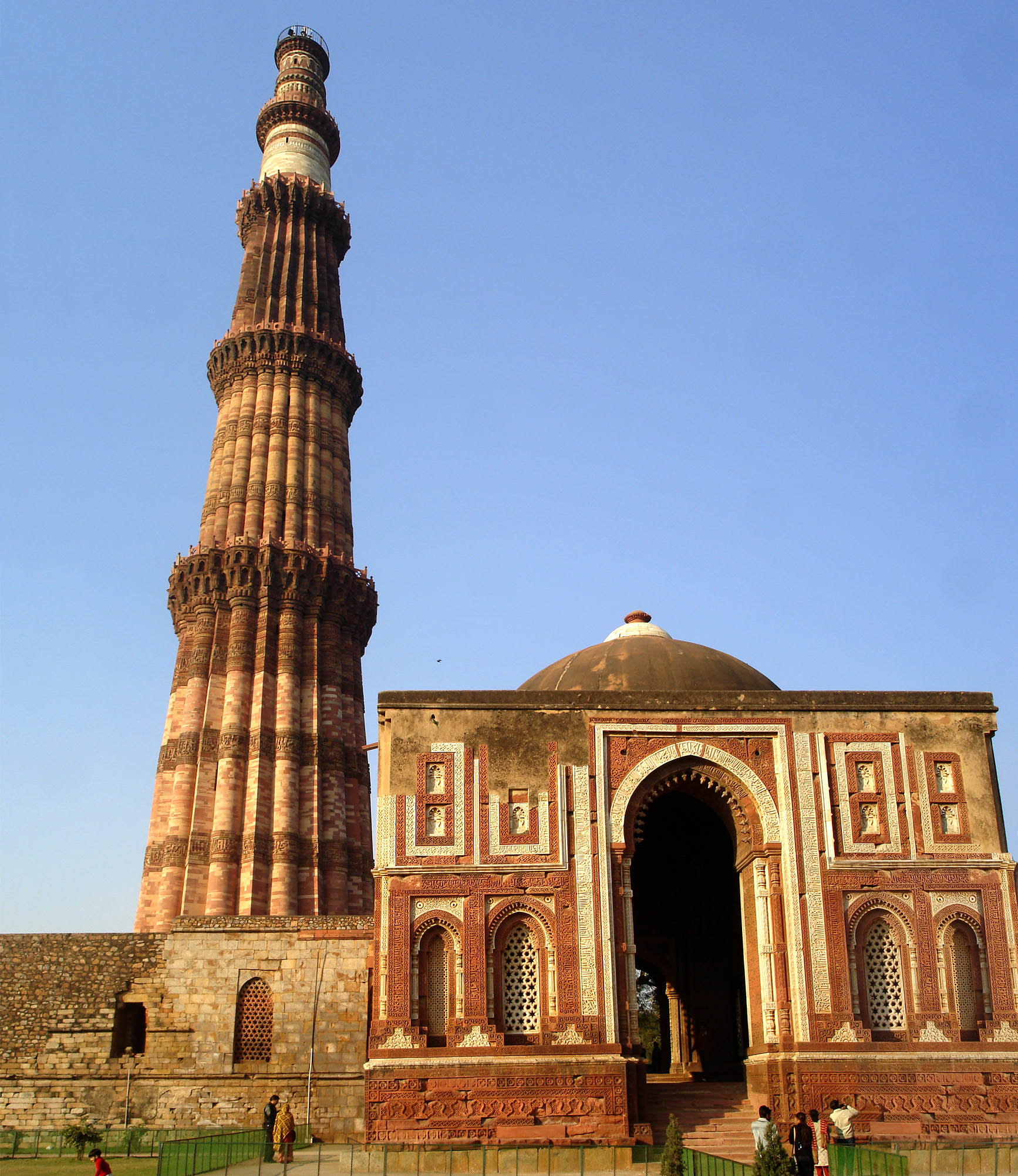
ورودی مسجد قوة الاسلام بنام دروازه علایی که که توسط علاءالدین خلجی در ۱۳۱۱ م ساخته شده‌است.
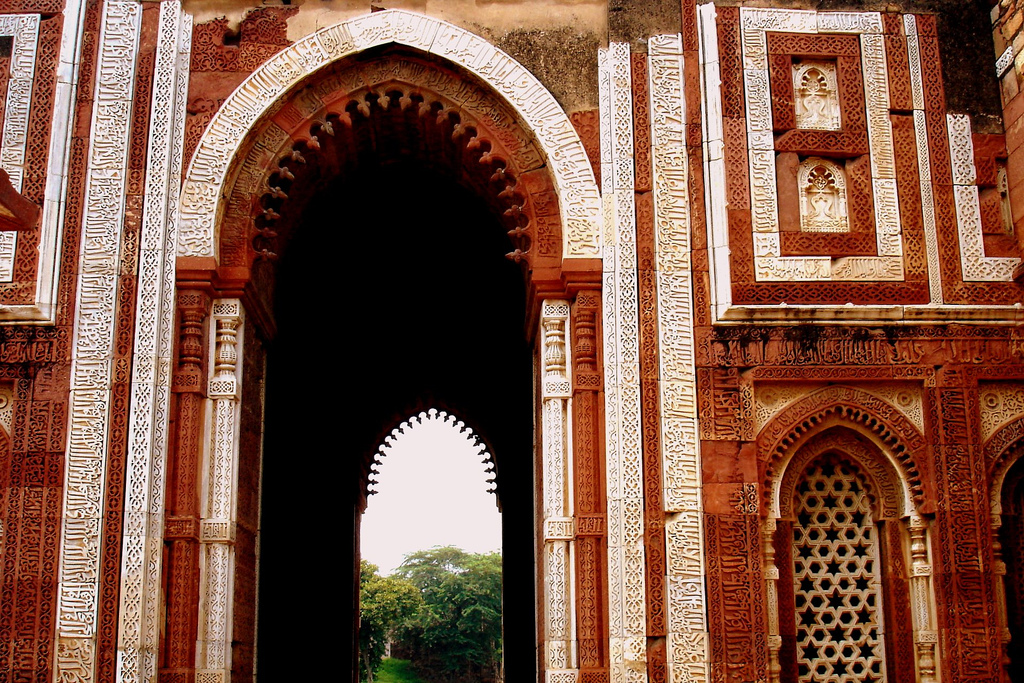
نمای نزدیک کتیبه‌های دروازه علایی
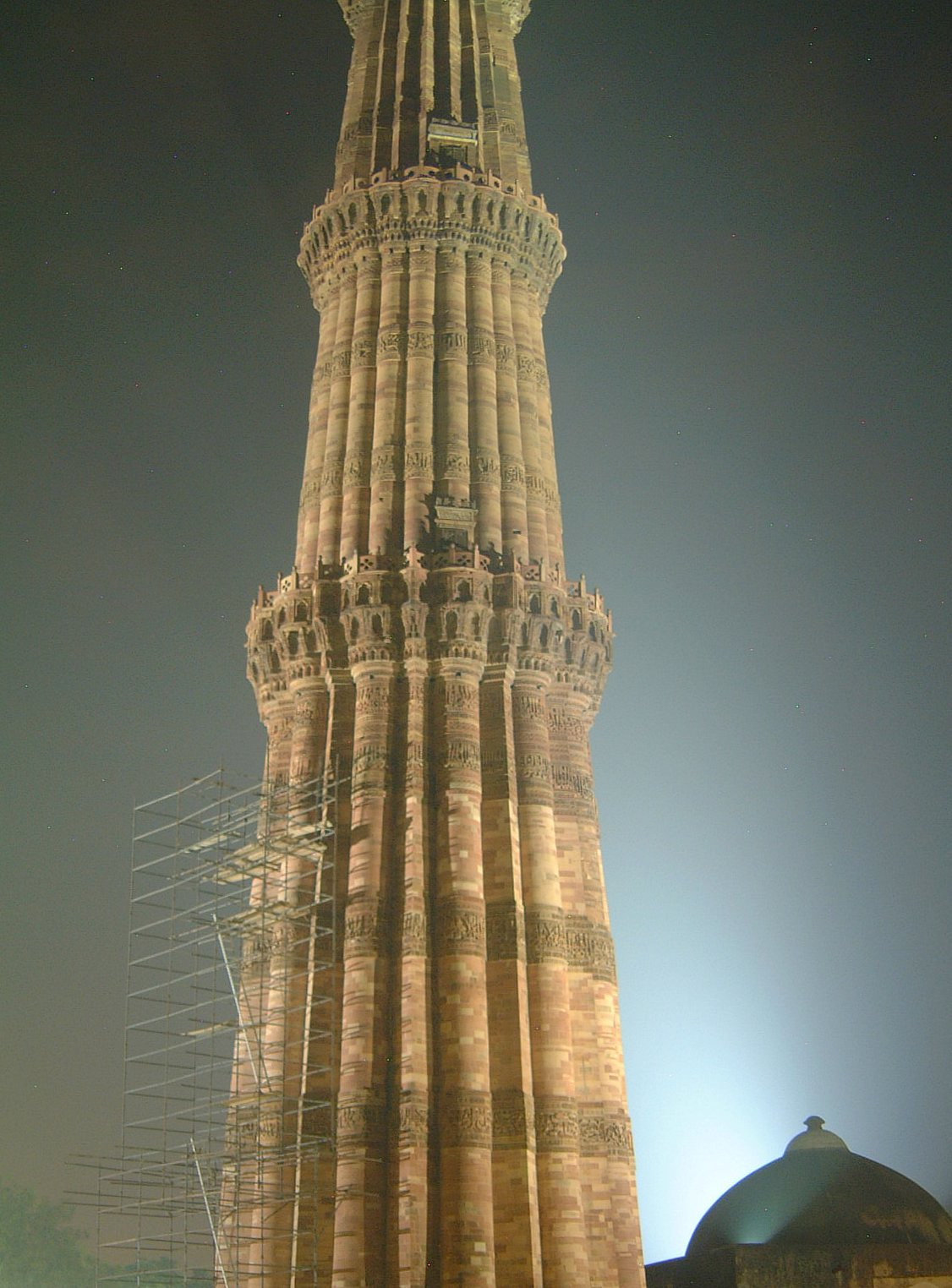
قطب منار در شب
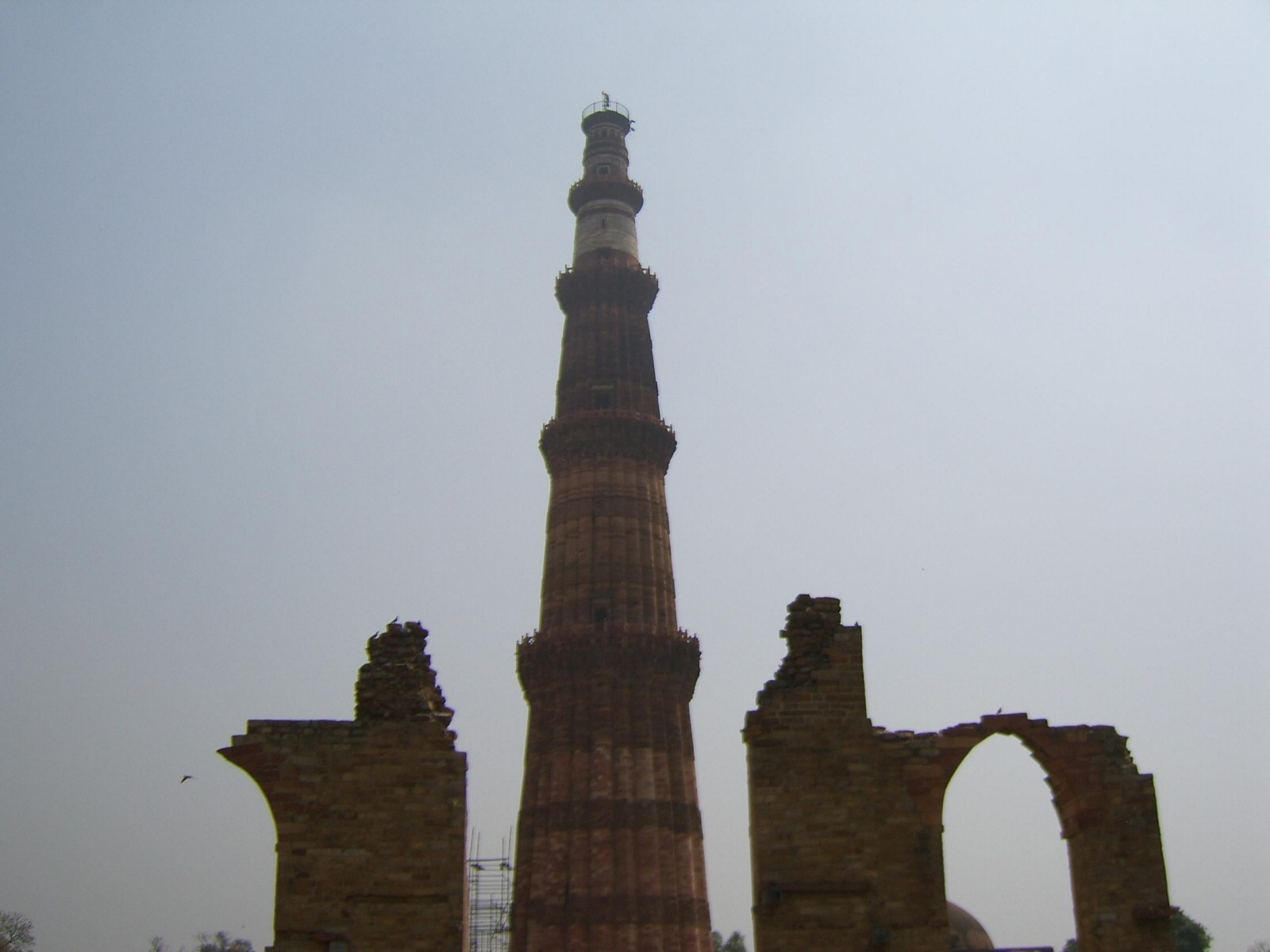
قطب منار و خرابه‌های مسجد قوه‌الاسلام
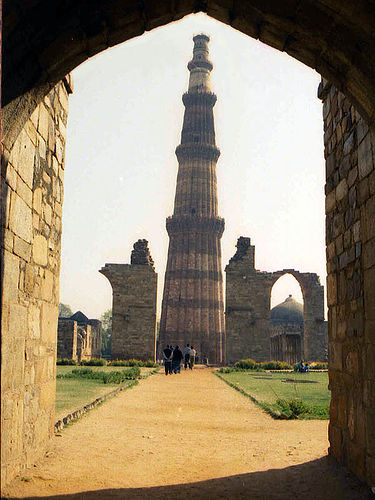
قطب منار
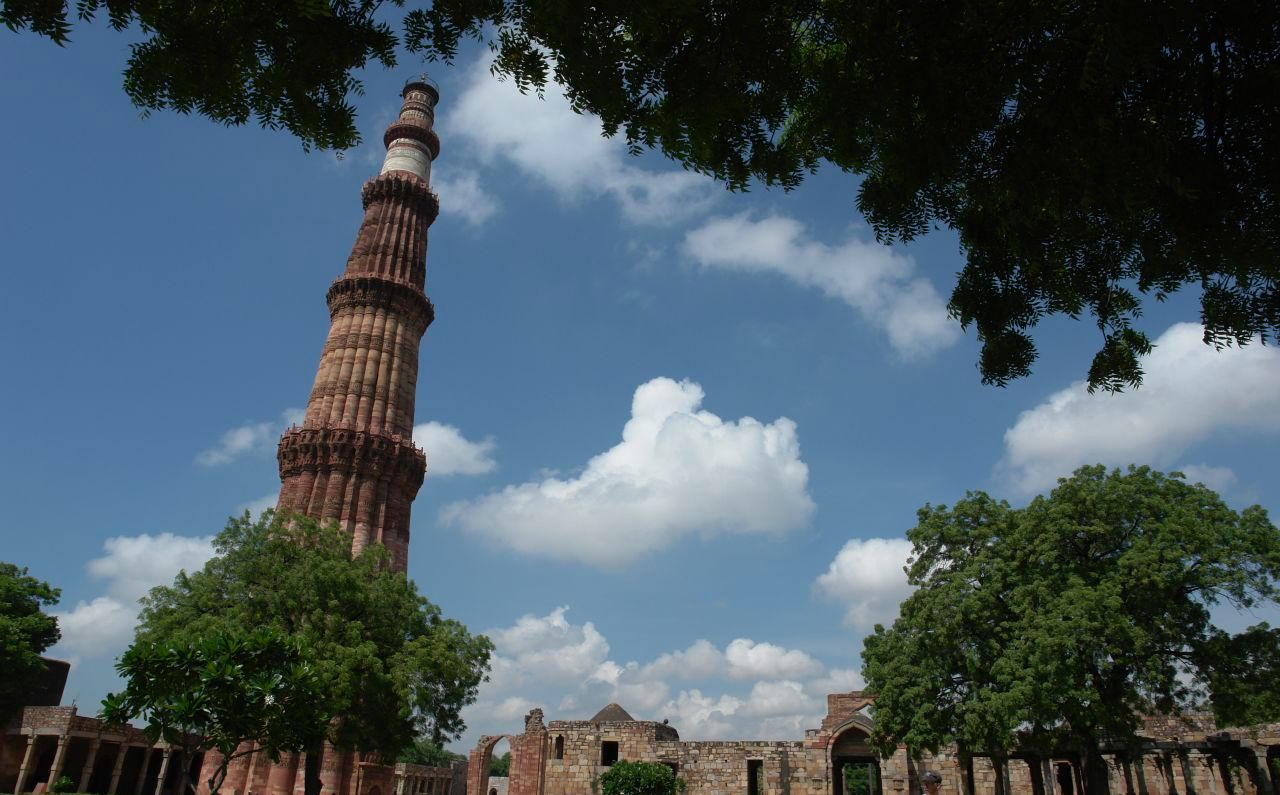
قطب منار
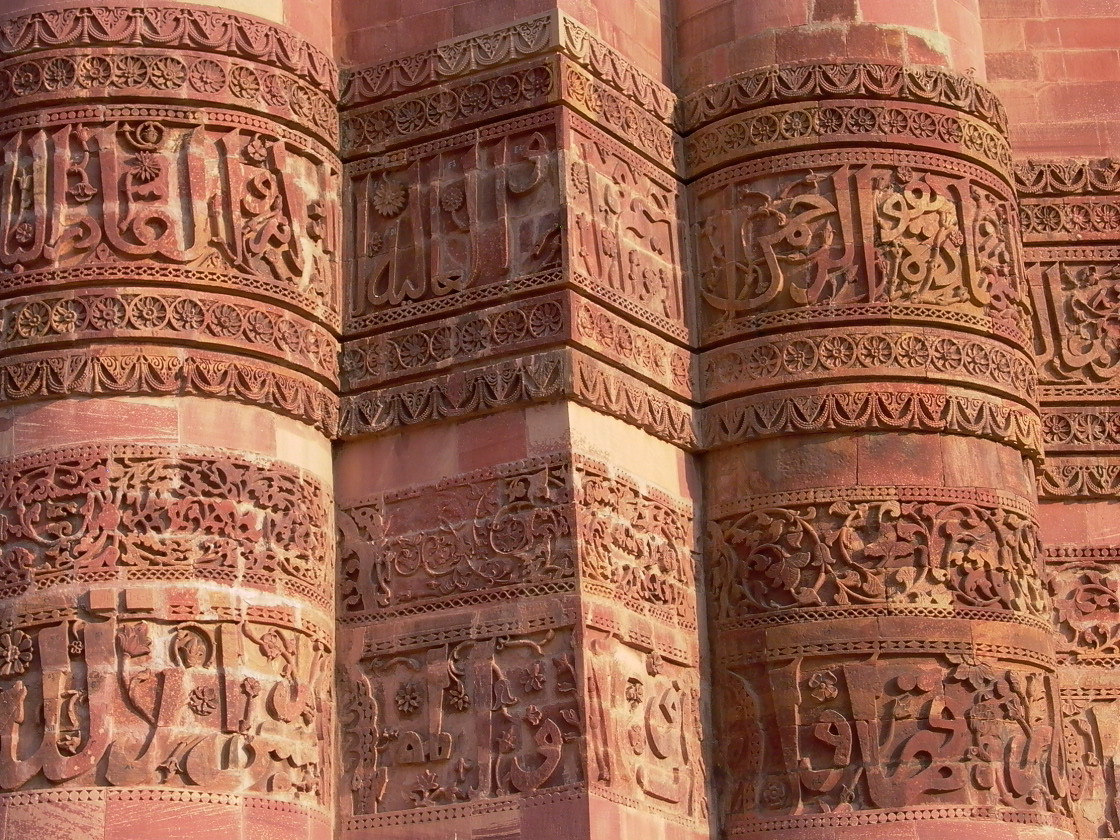
کتیبه‌های خوشنویسی طبقه اول قطب منار
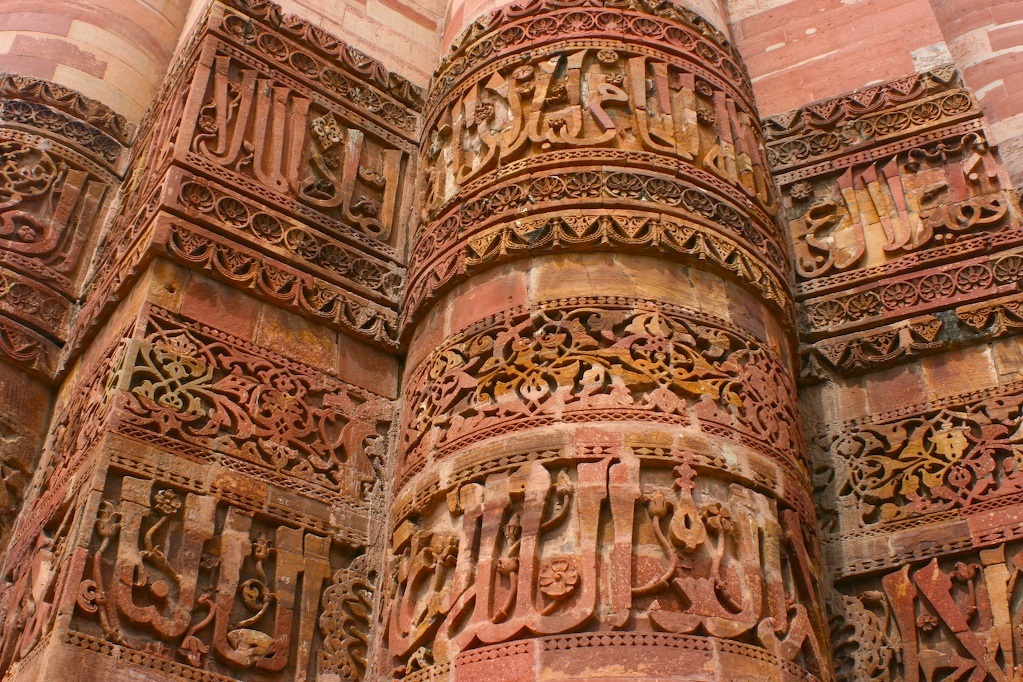
کتیبه‌های خوشنویسی طبقه اول قطب منار
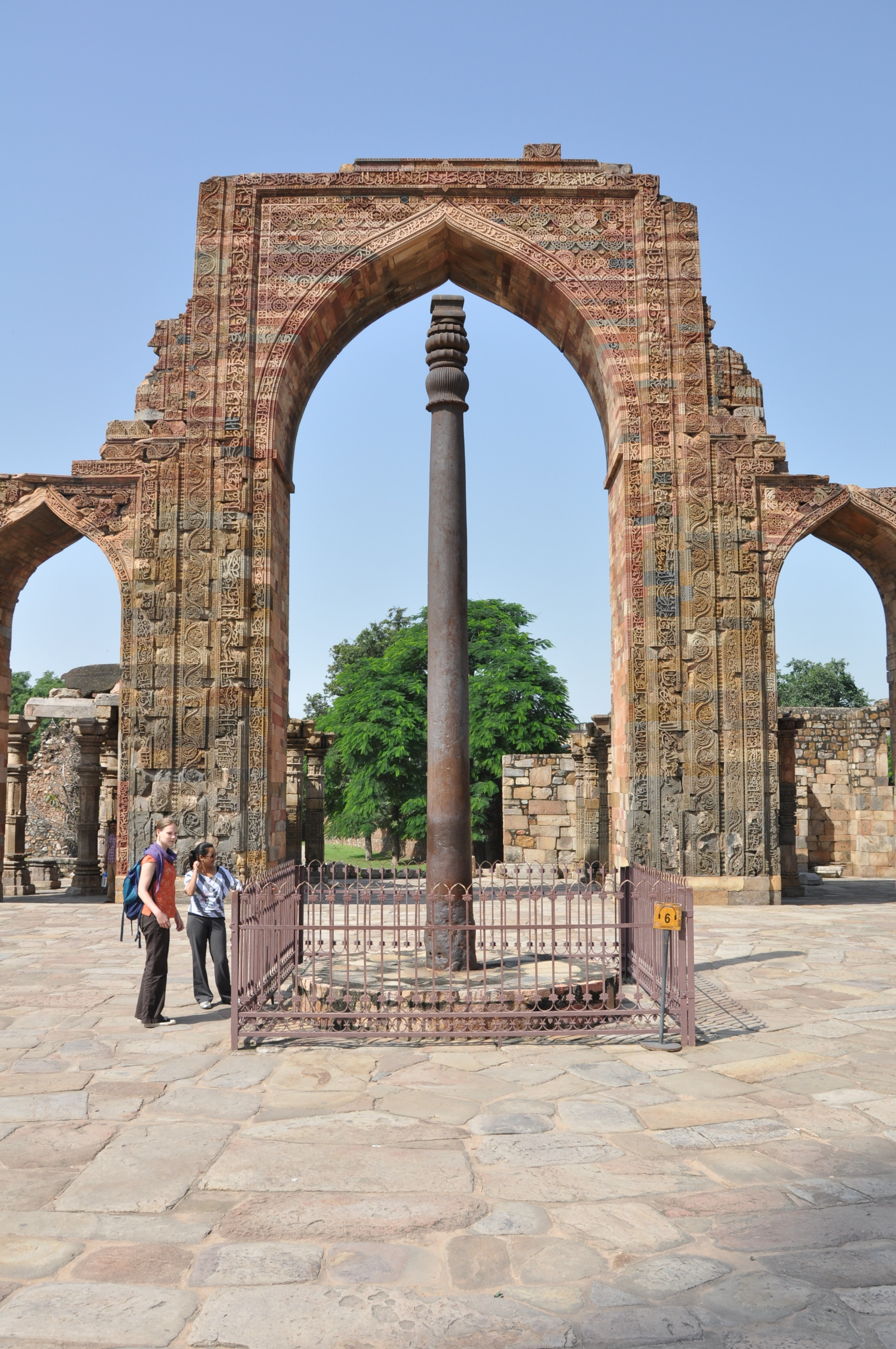
ستون فلزی باستانی در حیاط مسجد قوة الاسلام در مجموعه قطب منار
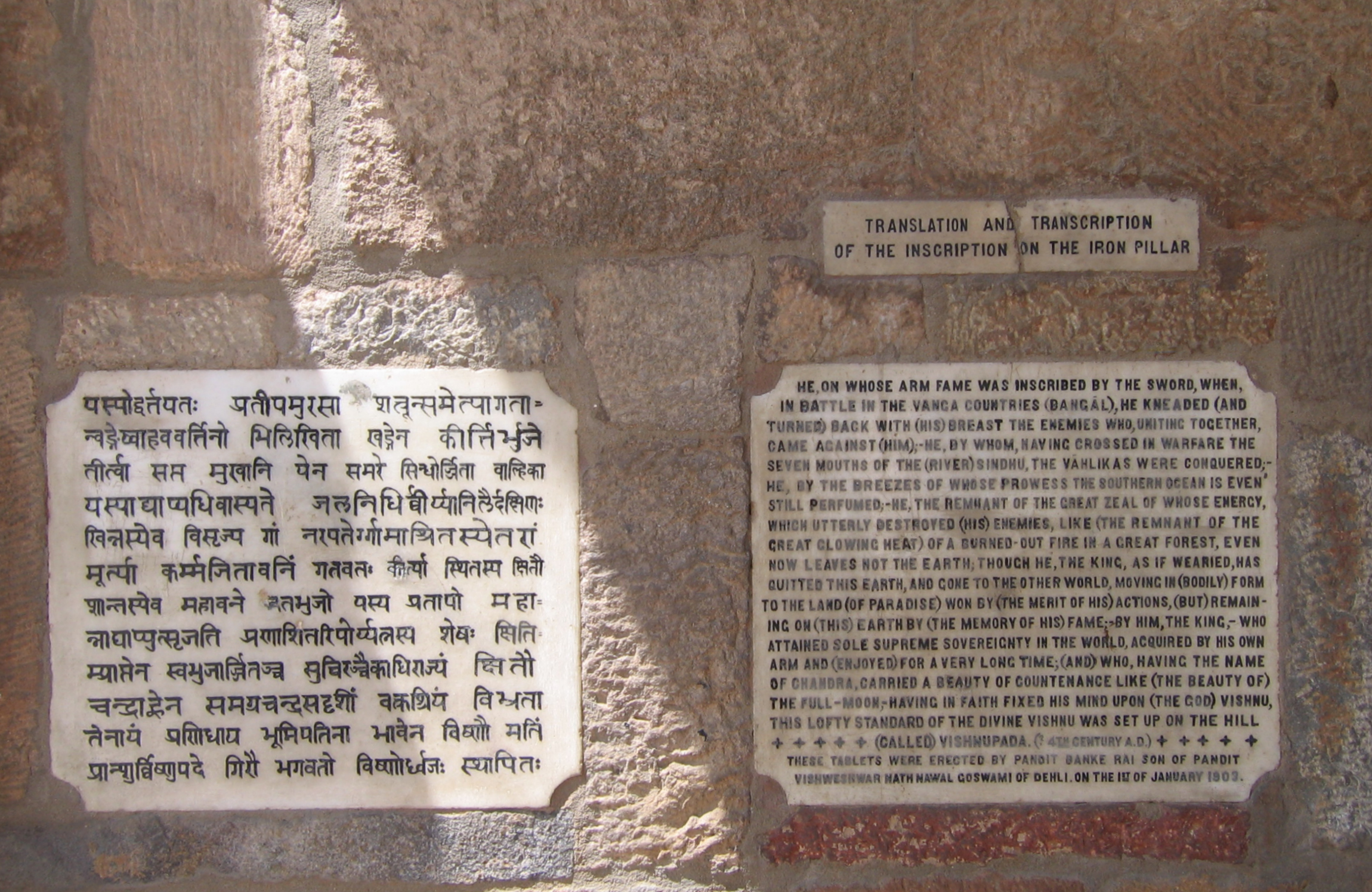
ترجمه انگلیسی کتیبه سانسکریت بر روی ستون فلزی
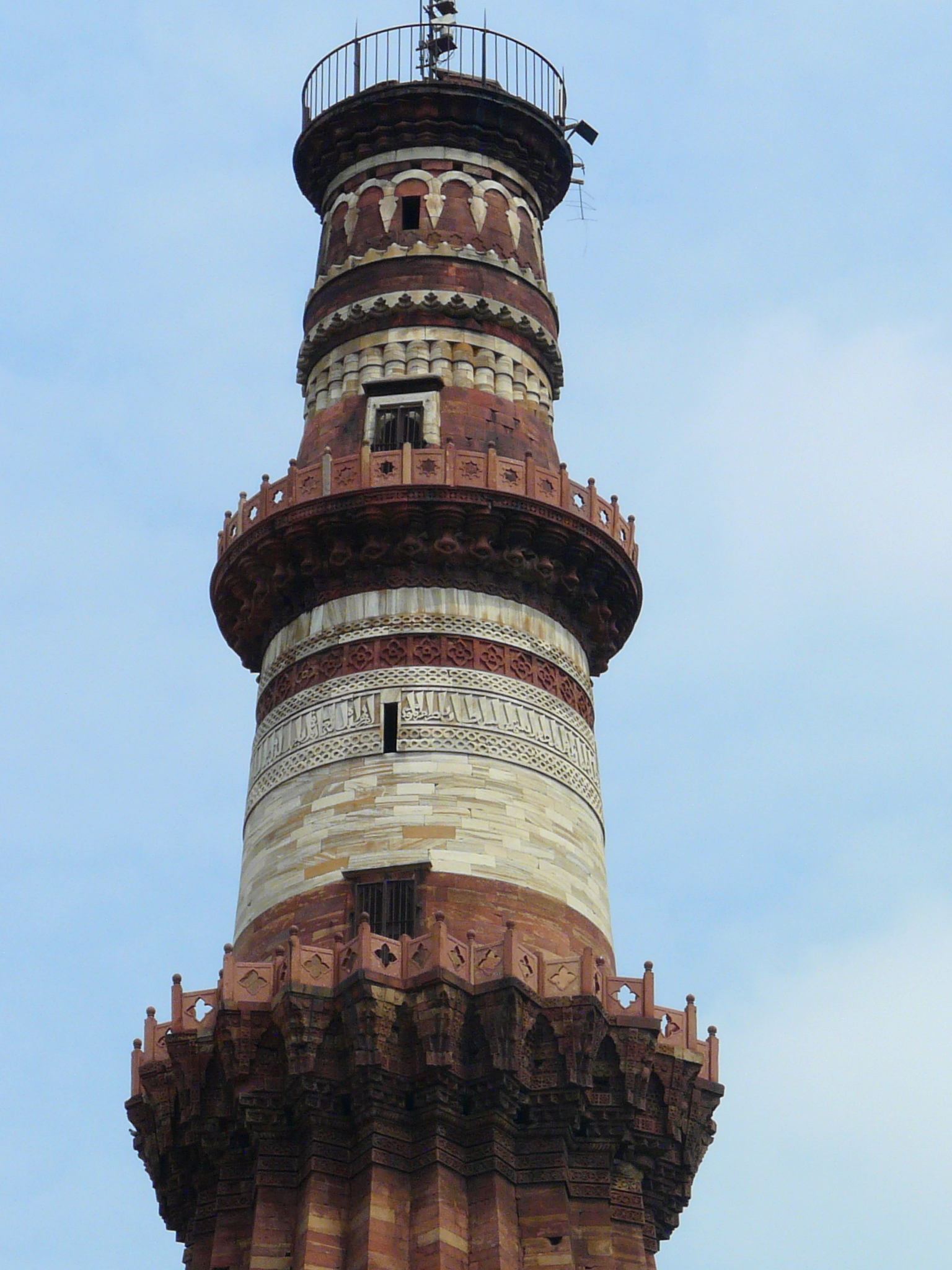
نقوش تزیینی طبقان فوقانی قطب منار که عناصری از هنر اسلامی و هندو را نشان می‌دهد.
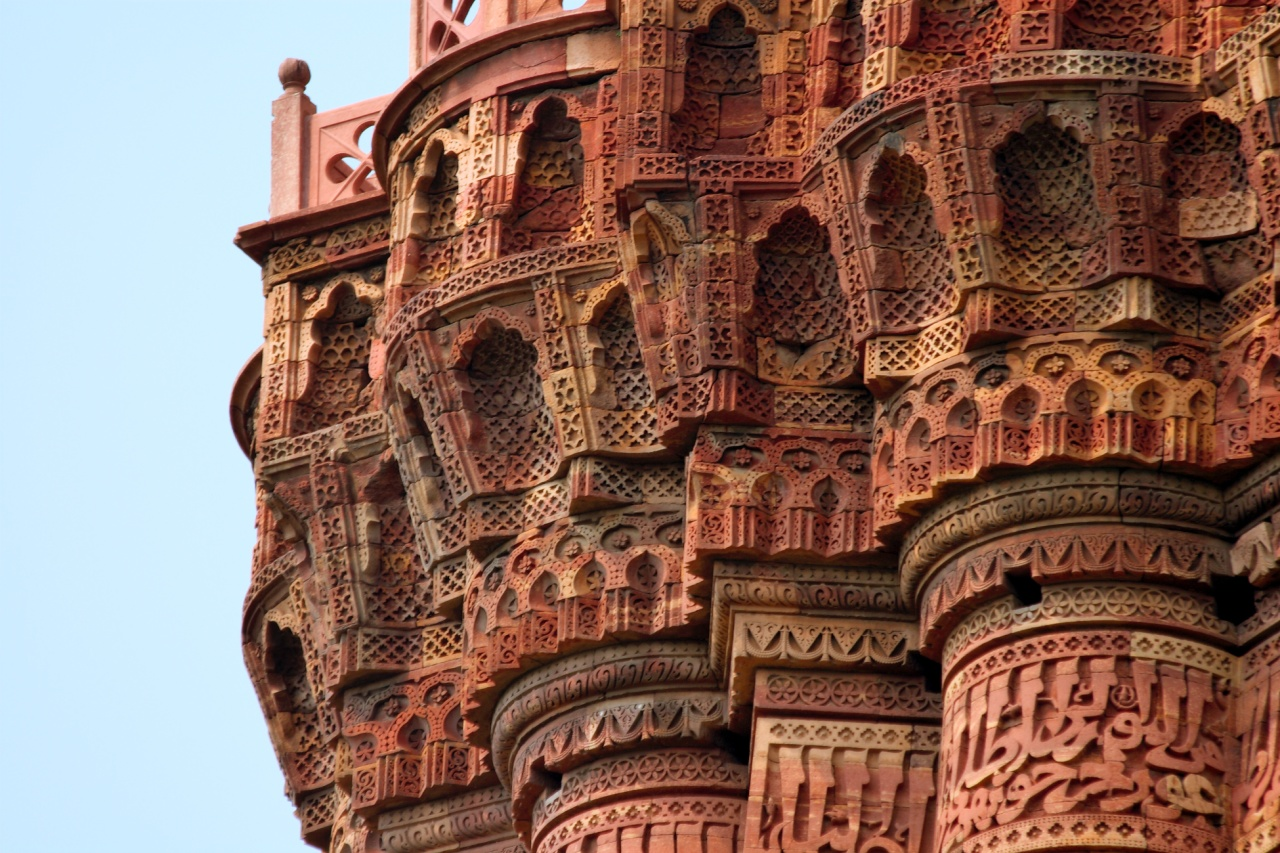
جزئیات و مقرنس‌های زیر ایوان قطب منار
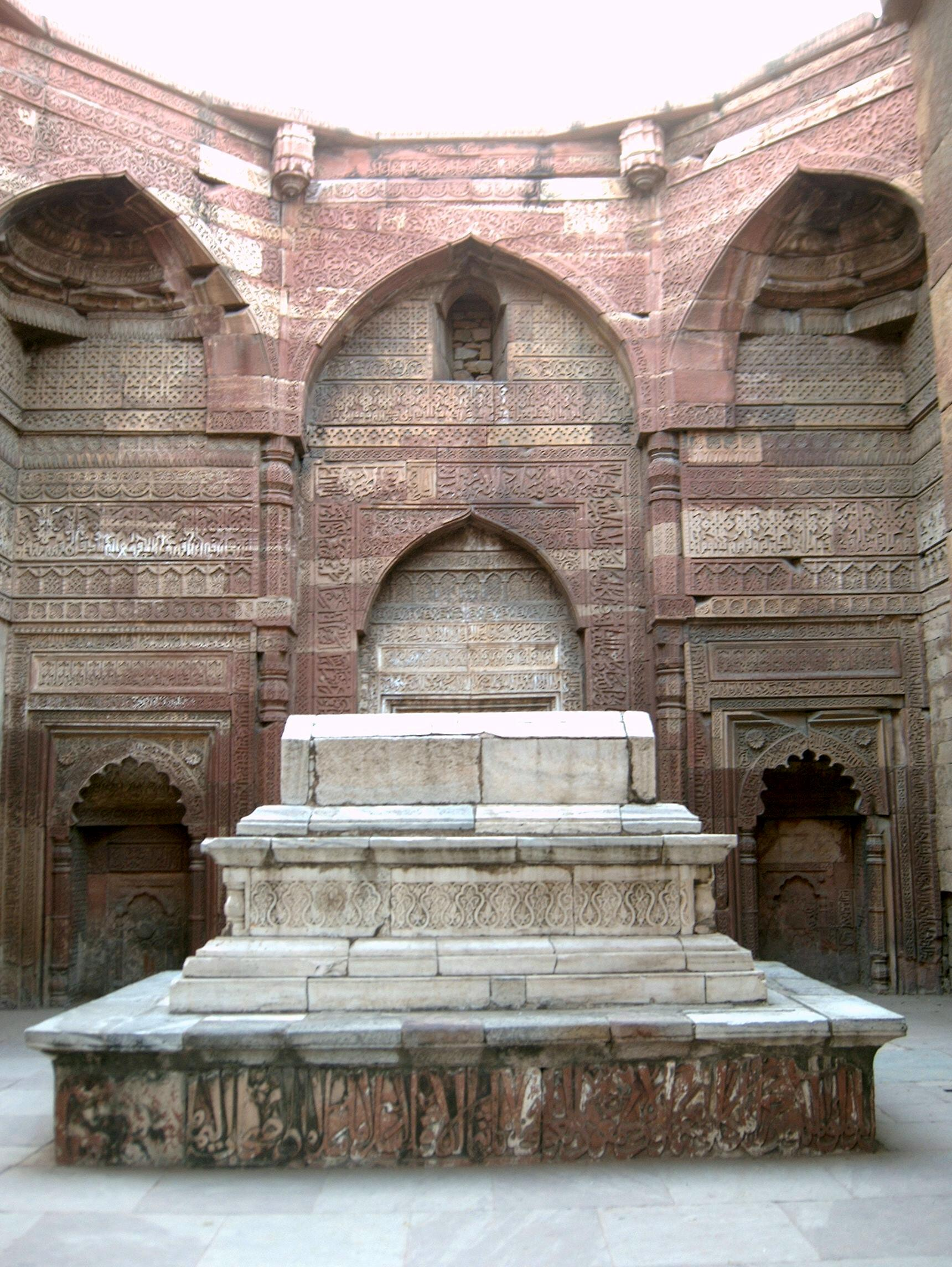
آرامگاه شمس‌الدین التتمش در مجموعه قطب منار
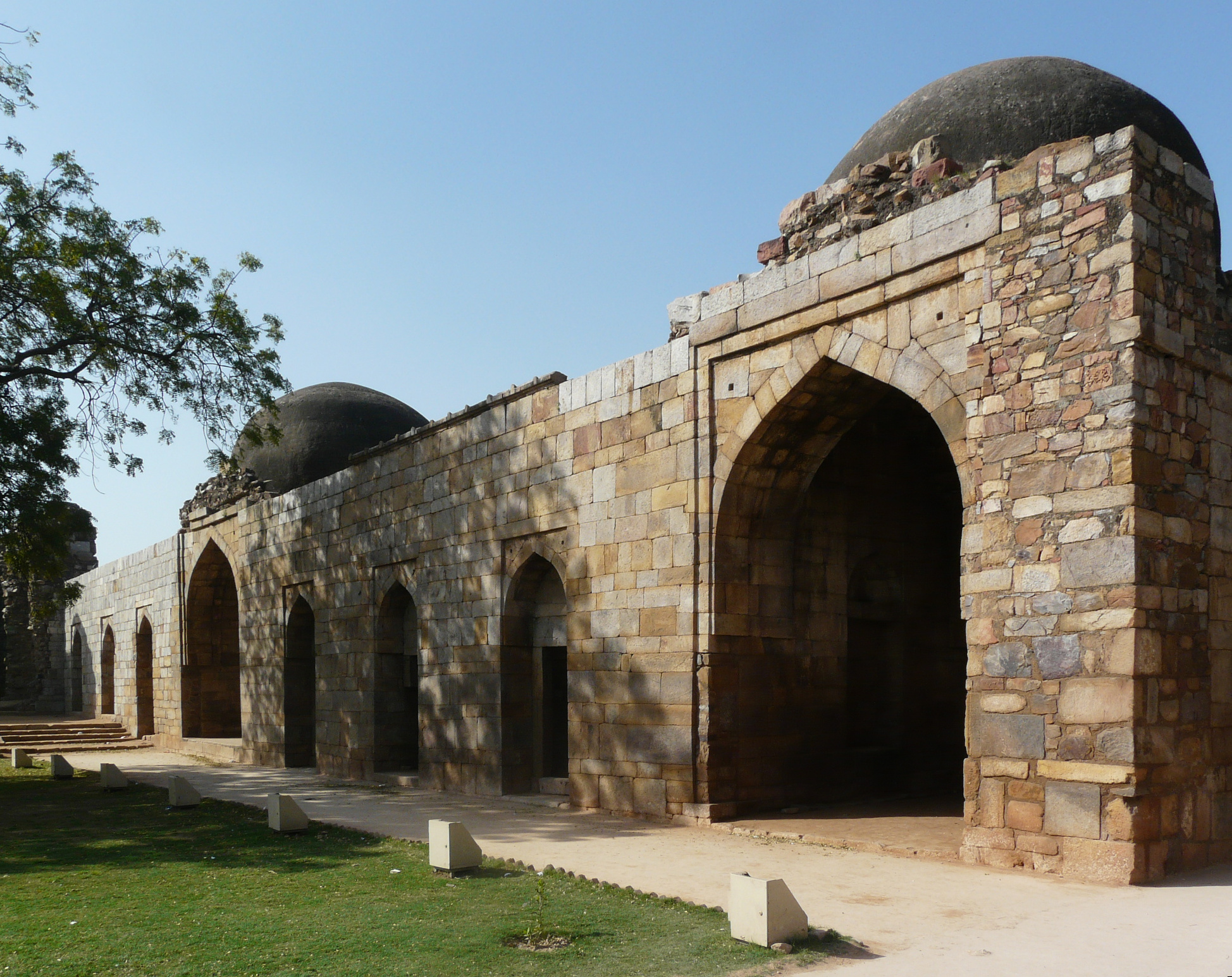
مدرسه علاءالدین در مجموعه قطب منار
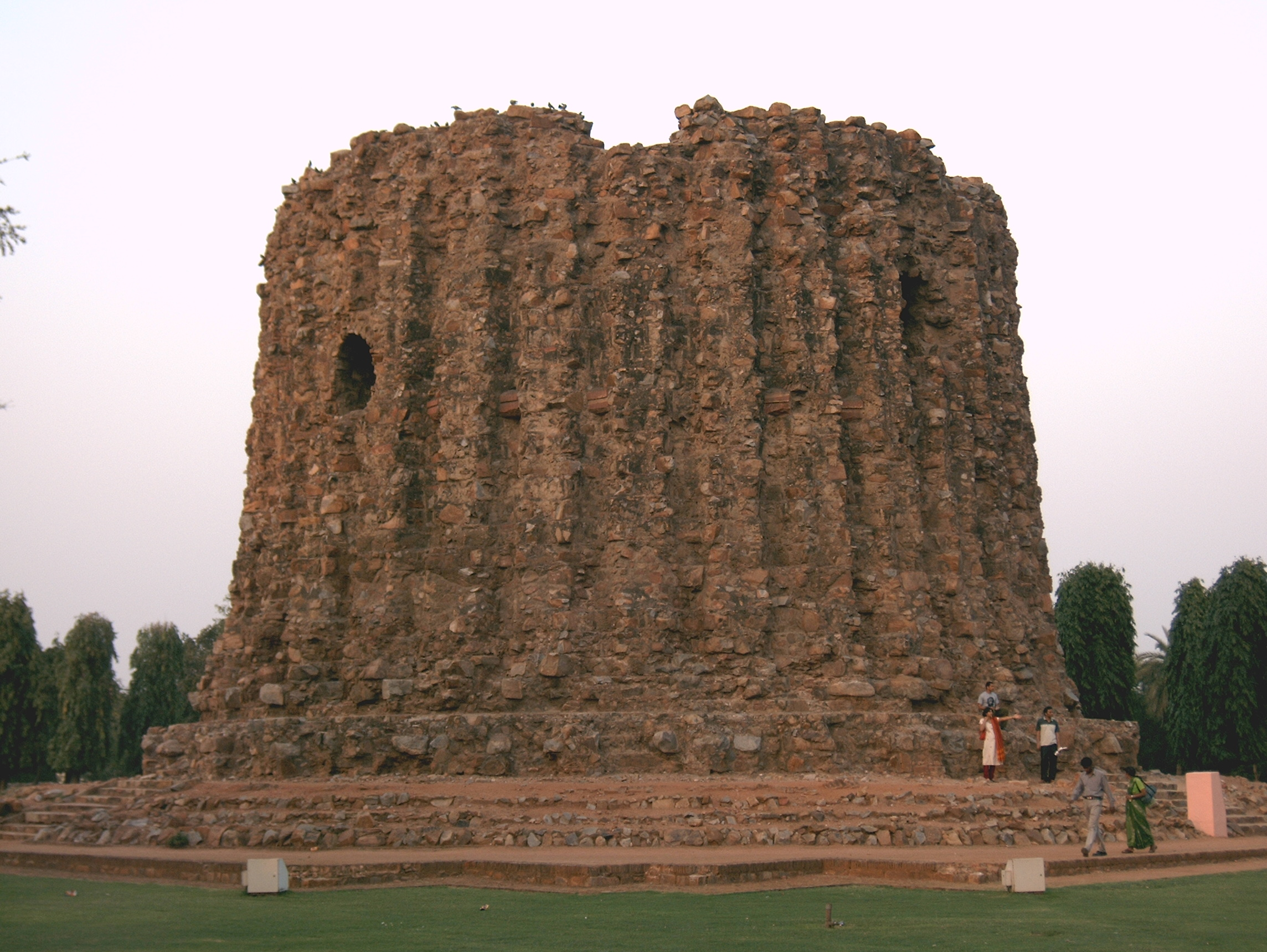
منار نا تمام علایی در مجموعه قطب منار
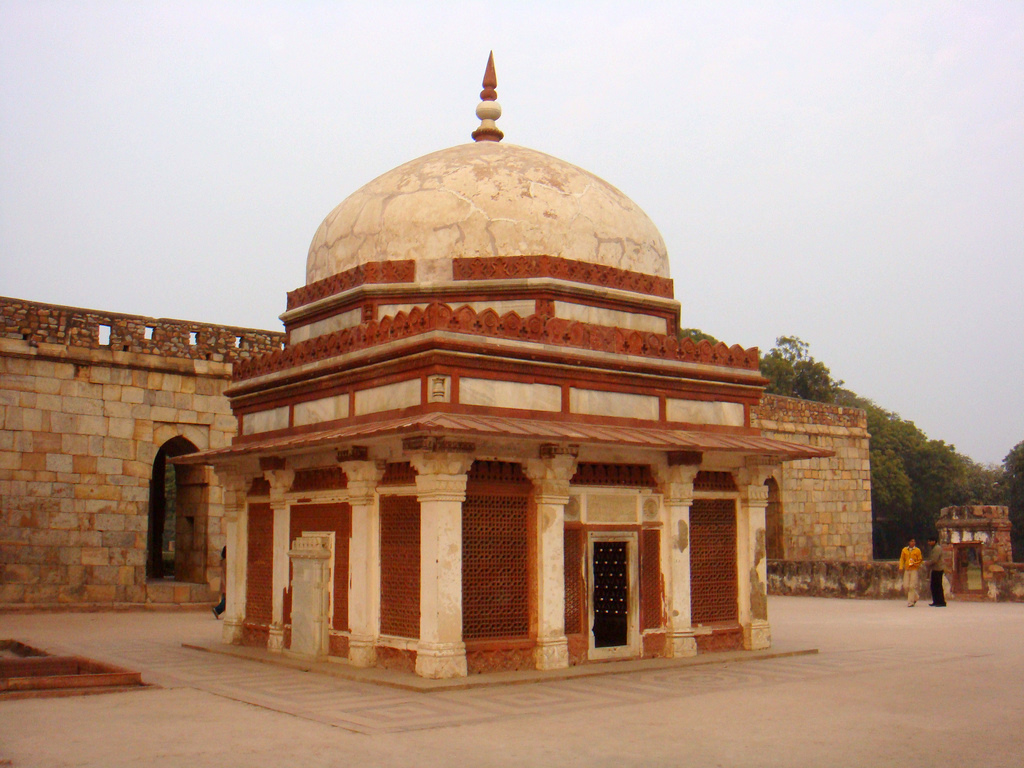
آرامگاه امام ضامن کنار دروازه علایی در مجموعه قطب منار
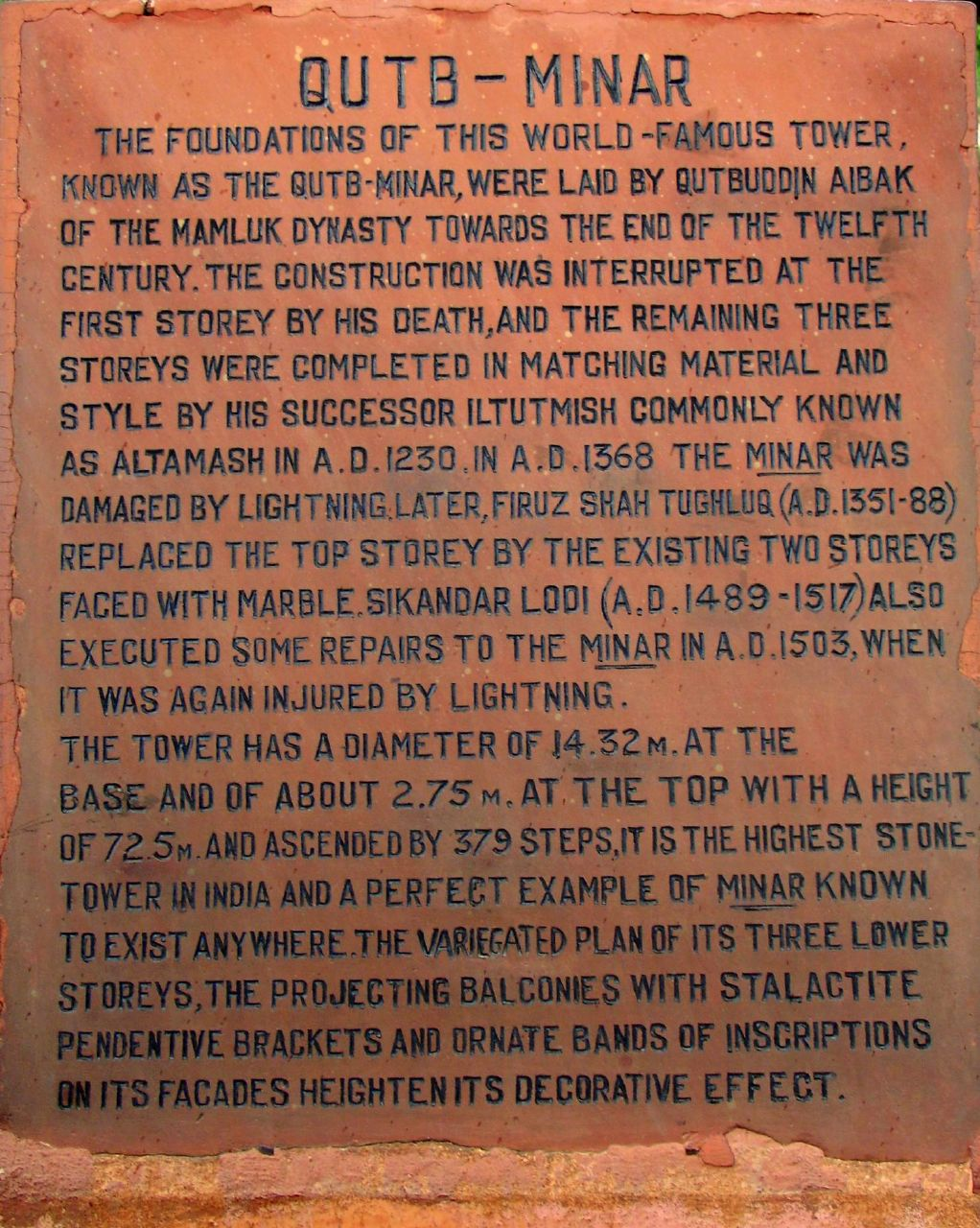
پلاک توصیفی برای گردشگران در مجموعه قطب منار
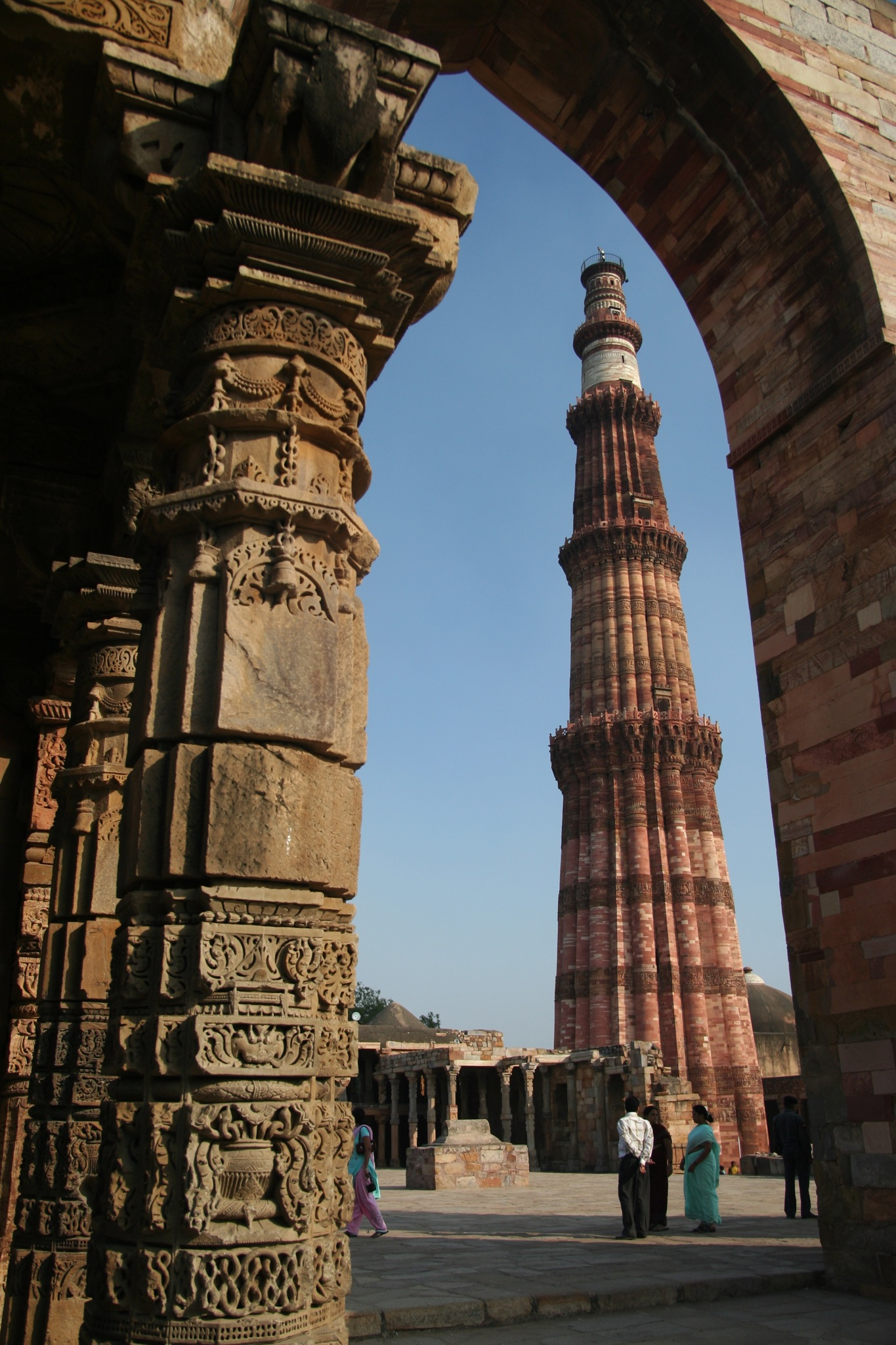
منظری از قطب منار از داخل مسجد قوة الاسلام و ستونی باقی‌مانده از معابد جین
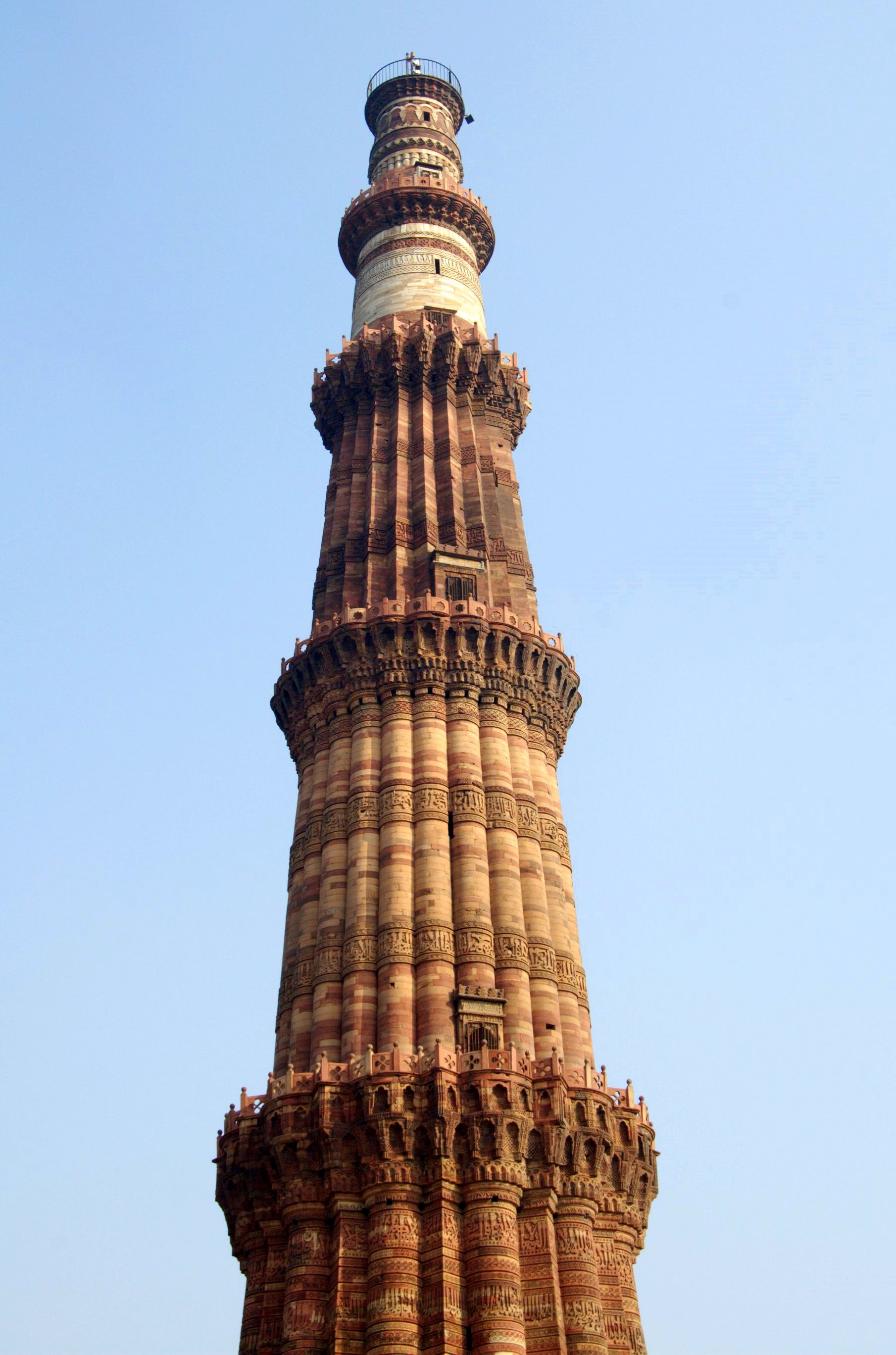
طبقات فوقانی منار از مرمر سفید و سنگ ماسه‌ای
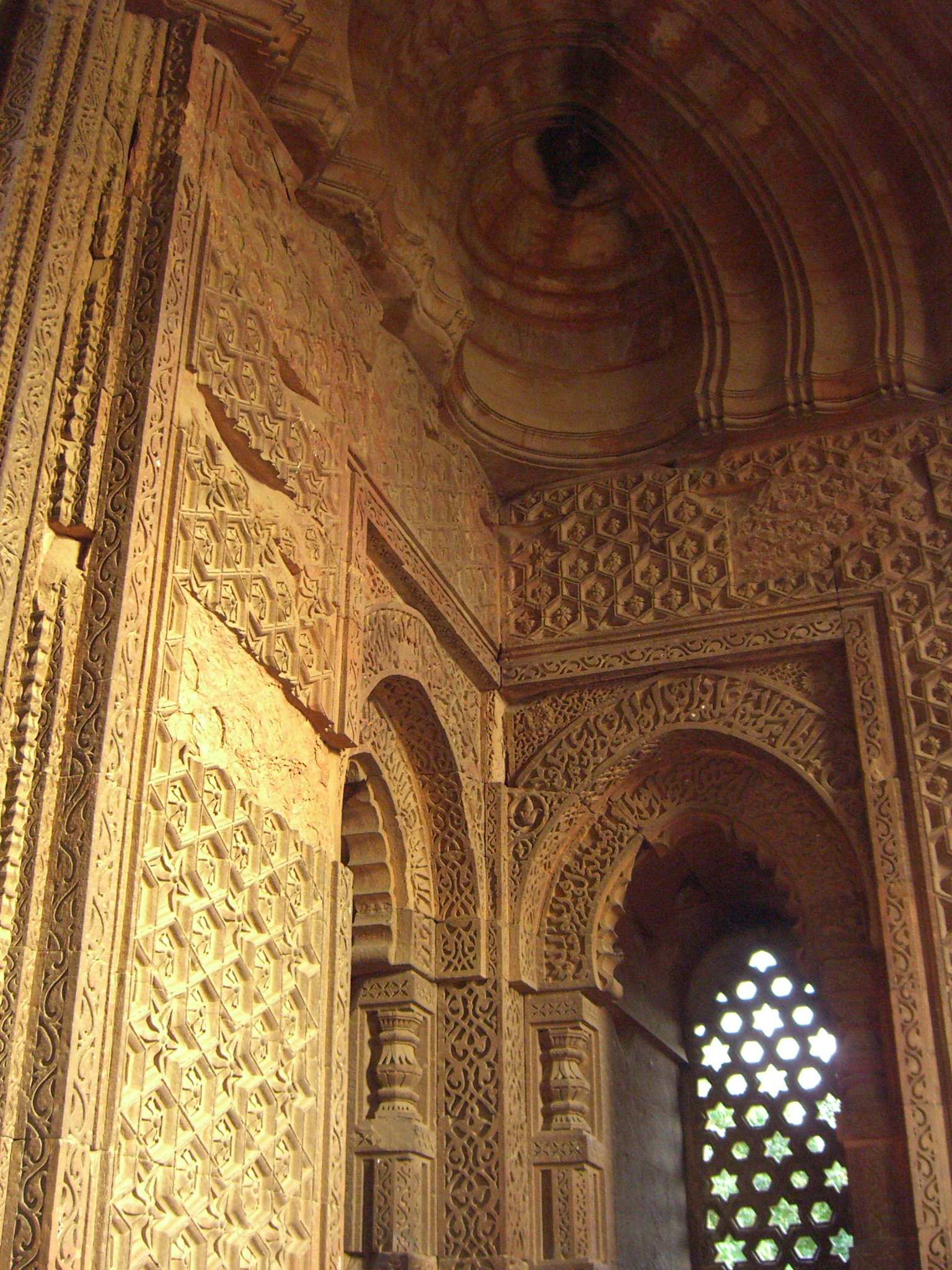
تزئینات داخلی دروازه علایی در مجموعه قطب منار
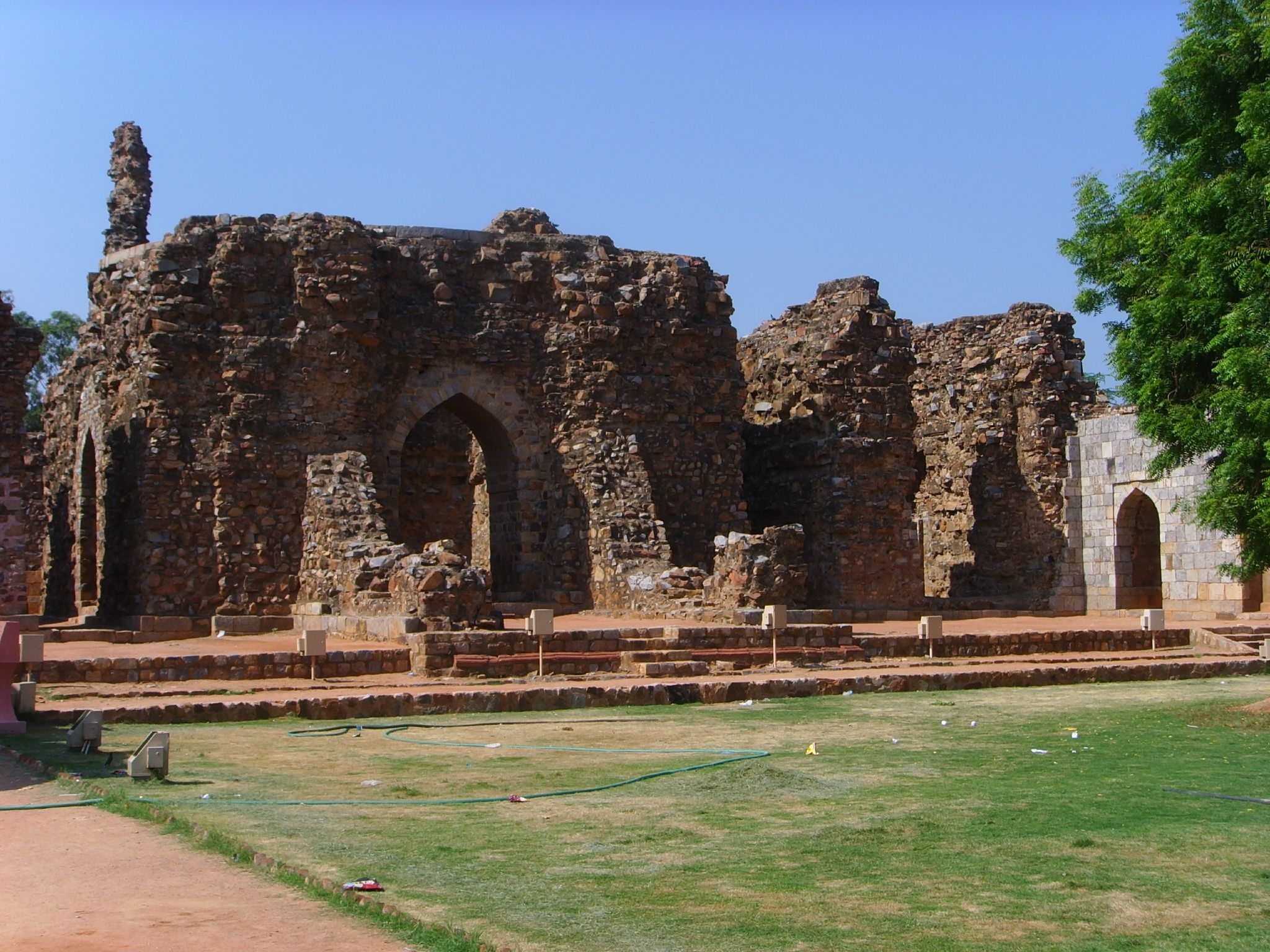
آرامگاه علاء الدین خلجی در مجموعه قطب منار